# Anna Kahmann
Anna Kahmann (* 1905 in Grüneck TG; † 1995 in Lörrach) war eine Schweizer Künstlerin der Art brut.

## Leben
Anna Kahmann wurde 1905 in Grüneck TG geboren, aufgewachsen ist sie im Wiesental bei Basel. Kahmann machte Ausbildungen als Weberin und Schneiderin. Danach besuchte sie die Frauenarbeitsschule und arbeitete als Kundenschneiderin und Leiterin der Zuschneiderei in einer Bekleidungsfirma. Sie heiratete im Jahr 1933 den deutschen Unternehmer Albert Kahmann und zog mit ihm zunächst nach Frankfurt am Main, später nach Freiburg im Breisgau. Ihr Mann fiel 1944 als Soldat im Krieg und Anna Kahmann zog zunächst nach Lörrach, dann 1973 nach Basel. Dort widmete sie sich ihrer Familie, vor allem ihren Enkeln. Im Alter von 85 Jahren erlitt sie einen Schlaganfall, war in Folge auf den Rollstuhl angewiesen, da eine linksseitige Lähmung zurückblieb.

## Werk
Im Alter von 87 Jahren begann Anna Kahmann ihre kreative Karriere. Sie war fasziniert von den Zeichenmaterialien ihrer Tochter, die an der Schule für Gestaltung in Basel lehrte. Diese brachte ihr Zeichenblock und Filzstifte in das Pflegeheim nach Lörrach, wo Kahmann nun lebte, obwohl sie zuvor nie gezeichnet hatte. Zunächst waren ihre Werke abstrakt, wurden durch die Farben strukturiert. Dann änderte sie ihren Stil und arbeitete figurativ. Sie malte Blumen und Figuren mit Filzstiften, fasziniert war sie vom Motiv eines Gockels, den sie Güggel nannte. Rasch löste sich das Motiv vom Vorbild, sie verselbständigte es, verwandelte es durch immer neue Varietäten. Die Inspiration dazu hatte sie durch eine kleine balinesische Skulptur, die ihr ihre Tochter auf den Arbeitstisch im Pflegeheim stellte. Es entstanden mehrere Dutzend Versionen in einer Technik, die an den Pointillismus erinnert. Erkennbar ist nur der rote Kamm. Alle anderen Teile des Hahns werden aus langen geraden oder gebogenen Streifen gebildet, die in kleine rechteckige Einheiten unterteilt sind. Diese sind systematisch mit Punkten übersät. Der Hintergrund ist ebenfalls mit gepunkteten Linien bedeckt, was die ornamentale Dimension ihrer Werke verstärkt.
Gemeinsam blieb den „Güggeln“, Kahmann zeichnete bis zu ihrem Tod im Jahr 1995 über 500 Stück, eine aufgeblasene eitle Gockelhaftigkeit, die sie oft so drastisch charakterisierte, dass sie die Bildränder zu sprengen drohen. Farne und Amaryllis und groteske, als „Manöggel“ bezeichnete Männer- und einige Frauenfiguren waren weitere, oft wiederkehrende Motive, wobei Anna Kahmann vor allem in ihren Pflanzenbildern gelegentlich einen hohen Grad an Abstraktion erreichte.
Ihre Arbeiten finden sich in der Collection de l’Art Brut, Lausanne.

## Ausstellungen
- Art brut Japan – Schweiz, Museum Gugging, 2015[4]
- L'art brut décliné à l'atelier Histoire de l'art, Atelier des arts, 2018[5]
- Damenwahl, Museum im Lagerhaus, St. Gallen, 2021[6]
- Lives. Art Brut Et Parcours De Vie, Collection de l’Art Brut, 2022[7]